# Meridià 62 a l'est
El meridià 62 a l'est de Greenwich és una línia de longitud que s'estén des del pol Nord travessant l'oceà Àrtic, Àsia, l'oceà Índic, l'oceà Antàrtic i l'Antàrtida fins al pol Sud.
El meridià 62 a l'est forma un cercle màxim amb el meridià 118 a l'oest. Com tots els altres meridians, la seva longitud correspon a una semicircumferència terrestre, uns 20.003,932 km. Al nivell de l'Equador, és a una distància del meridià de Greenwich de 6.902 km.

## De Pol a Pol
Començant en el pol Nord i dirigint-se cap al pol Sud, aquest meridià travessa:
| Coordenades                             | País, territori o mar | Notes                                                 |
| --------------------------------------- | --------------------- | ----------------------------------------------------- |
| 90° 0′ N, 62° 0′ E / 90.000°N,62.000°E  | Oceà Àrtic            |                                                       |
| 81° 38′ N, 62° 0′ E / 81.633°N,62.000°E | Rússia                | Illa Adelaida i Illa Frieden, Terra de Francesc Josep |
| 81° 31′ N, 62° 0′ E / 81.517°N,62.000°E | Oceà Àrtic            |                                                       |
| 80° 51′ N, 62° 0′ E / 80.850°N,62.000°E | Rússia                | Illa Wilczek, Terra de Francesc Josep                 |
| 80° 34′ N, 62° 0′ E / 80.567°N,62.000°E | Mar de Barents        |                                                       |
| 76° 16′ N, 62° 0′ E / 76.267°N,62.000°E | Rússia                | Illa Séverni, Nova Terra                              |
| 75° 26′ N, 62° 0′ E / 75.433°N,62.000°E | Mar de Kara           |                                                       |
| 69° 45′ N, 62° 0′ E / 69.750°N,62.000°E | Rússia                |                                                       |
| 53° 57′ N, 62° 0′ E / 53.950°N,62.000°E | Kazakhstan            |                                                       |
| 53° 8′ N, 62° 0′ E / 53.133°N,62.000°E  | Rússia                |                                                       |
| 52° 57′ N, 62° 0′ E / 52.950°N,62.000°E | Kazakhstan            |                                                       |
| 43° 30′ N, 62° 0′ E / 43.500°N,62.000°E | Uzbekistan            |                                                       |
| 40° 53′ N, 62° 0′ E / 40.883°N,62.000°E | Turkmenistan          |                                                       |
| 35° 27′ N, 62° 0′ E / 35.450°N,62.000°E | Afganistan            |                                                       |
| 29° 31′ N, 62° 0′ E / 29.517°N,62.000°E | Pakistan              | Balutxistan                                           |
| 28° 32′ N, 62° 0′ E / 28.533°N,62.000°E | Iran                  |                                                       |
| 26° 17′ N, 62° 0′ E / 26.283°N,62.000°E | Pakistan              | Balutxistan                                           |
| 25° 6′ N, 62° 0′ E / 25.100°N,62.000°E  | Oceà Índic            |                                                       |
| 60° 0′ S, 62° 0′ E / 60.000°S,62.000°E  | Oceà Antàrtic         |                                                       |
| 67° 32′ S, 62° 0′ E / 67.533°S,62.000°E | Antàrtida             | Territori Antàrtic Australià, reclamada per Austràlia |